# Ciudad heroica de Ucrania

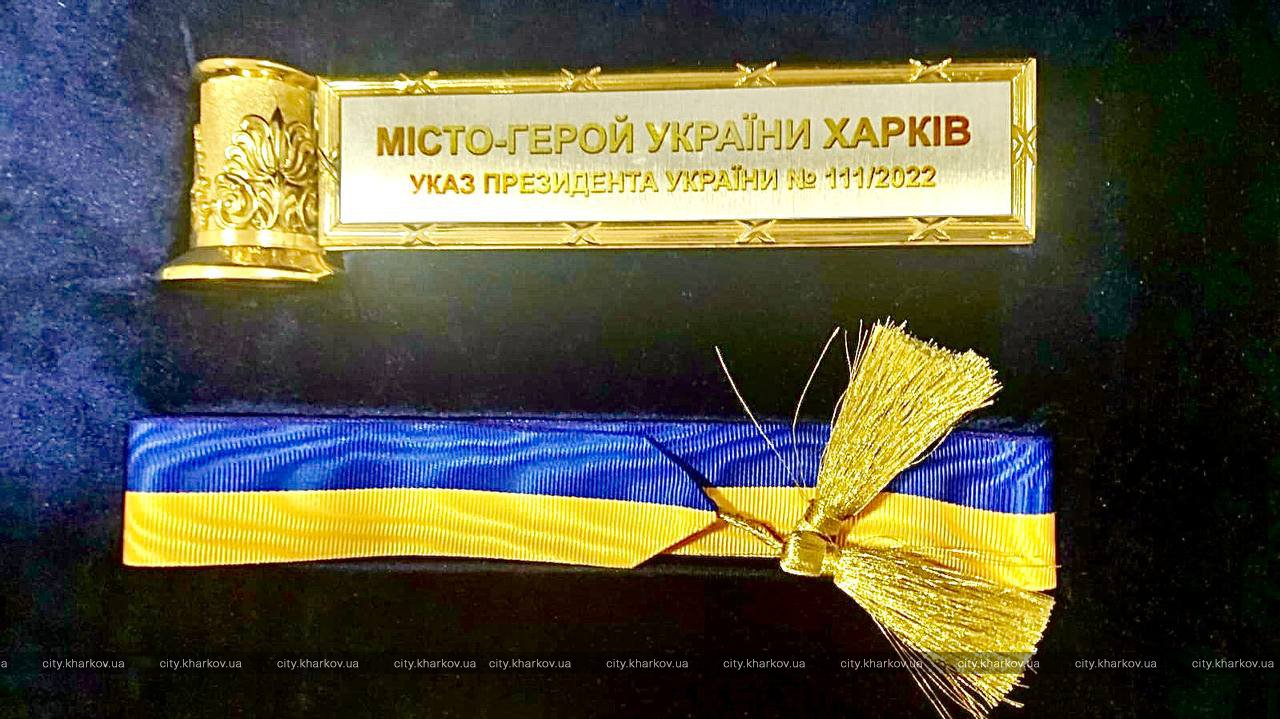
Símbolos del título honorífico de Ciudad Héroe de Ucrania: una cinta de héroe y una barra para la bandera de la ciudad

El título de ciudad heroica de Ucrania surgió el 6 de marzo de 2022, cuando el presidente de Ucrania, Volodímir Zelenski, concedió el título de ciudades heroicas a seis ciudades de Ucrania por su defensa ante las tropas rusas en la invasión rusa de Ucrania. El 25 de marzo se le concedió el título a 4 ciudades más.

## Ciudades heroicas
| Ciudad    | Óblast              | Fecha               | Evento               |
| --------- | ------------------- | ------------------- | -------------------- |
| Chernígov | Óblast de Chernígov | 6 de marzo de 2022  | Asedio de Chernígov  |
| Hostómel  | Óblast de Kiev      | 6 de marzo de 2022  | Batalla de Hostómel  |
| Járkov    | Óblast de Járkov    | 6 de marzo de 2022  | Batalla de Járkov    |
| Jersón    | Óblast de Jersón    | 6 de marzo de 2022  | Batalla de Jersón    |
| Mariúpol  | Óblast de Donetsk   | 6 de marzo de 2022  | Asedio de Mariúpol   |
| Volnovaja | Óblast de Donetsk   | 6 de marzo de 2022  | Batalla de Volnovaja |
| Bucha     | Óblast de Kiev      | 25 de marzo de 2022 | Batalla de Bucha     |
| Irpín     | Óblast de Kiev      | 25 de marzo de 2022 | Batalla de Irpín     |
| Ojtirka   | Óblast de Sumy      | 25 de marzo de 2022 | Batalla de Ojtirka   |
| Mikoláiv  | Óblast de Mikoláiv  | 25 de marzo de 2022 | Batalla de Mikoláiv  |